# Pržno (Budva)
Pržno (srbsky Пржно) je vesnice a přímořské letovisko v Černé Hoře. Je součástí opčiny města Budva, od něhož se nachází asi 5 km jihovýchodně. V roce 2011 zde žilo celkem 345 obyvatel.
Pržnem prochází silnice M-1. Sousedními letovisky jsou Bečići a Sveti Stefan.